# Ismail Abdul-Latif
Ismail Abdul-Latif (Arabic: إسماعيل عبد اللطيف; sinh ngày 11 tháng 9 năm 1986) là một tiền đạo bóng đá người Bahrain và hiện tại thi đấu cho Al Muharraq Club (Bahrain) Abdul-Latif cũng thi đấu cho Đội tuyển bóng đá quốc gia Bahrain, và có mắt ở chung kết các kì Cúp bóng đá châu Á 2007, 2011 và 2015. Anh được biết đến với bàn thắng kịch tính ở phút bù giờ vào lưới Ả Rập Xê Út vào ngày 9 tháng 9 năm 2009 giúp Bahrain vào đến vòng chung kết play-off Giải vô địch bóng đá thế giới 2010 trước New Zealand.

## Bàn thắng quốc tế
Tỉ số và kết quả liệt kê bàn thắng của Bahrain trước.
| #   | Ngày                 | Địa điểm                                              | Đối thủ           | Tỉ số | Kết quả | Giải đấu                         |
| --- | -------------------- | ----------------------------------------------------- | ----------------- | ----- | ------- | -------------------------------- |
| 1.  | 15 tháng 7 năm 2007  | Sân vận động Gelora Bung Karno, Jakarta               | Hàn Quốc          | 2–1   | 2–1     | Asian Cup 2007                   |
| 2.  | 2 tháng 6 năm 2008   | Sân vận động Rajamangala, Băng Cốc                    | Thái Lan          | 2–1   | 3–2     | Vòng loại World Cup 2010         |
| 3.  | 21 tháng 1 năm 2009  | Sân vận động Hồng Kông, Wanchai                       | Hồng Kông         | 1–0   | 3–1     | Vòng loại Asian Cup 2011         |
| 4.  | 3 tháng 6 năm 2009   | Sân vận động Quốc gia Bahrain, Riffa                  | Jordan            | 3–0   | 4–0     | Giao hữu                         |
| 5.  | 3 tháng 6 năm 2009   | Sân vận động Quốc gia Bahrain, Riffa                  | Jordan            | 3–0   | 4–0     | Giao hữu                         |
| 6.  | 31 tháng 8 năm 2009  | Sân vận động Quốc gia Bahrain, Riffa                  | Iran              | 2–0   | 4–2     | Bahrain 3 Nations Tournament     |
| 7.  | 9 tháng 9 năm 2009   | Sân vận động Quốc tế Nhà vua Fahd, Riyadh             | Ả Rập Xê Út       | 2–2   | 2–2     | Vòng loại World Cup 2010         |
| 8.  | 6 tháng 11 năm 2009  | Sân vận động Quốc gia Bahrain, Riffa                  | Togo              | 2–0   | 5–1     | Giao hữu                         |
| 9.  | 6 tháng 11 năm 2009  | Sân vận động Quốc gia Bahrain, Riffa                  | Togo              | 3–0   | 5–1     | Giao hữu                         |
| 10. | 18 tháng 11 năm 2009 | Sân vận động Quốc gia Bahrain, Riffa                  | Yemen             | 1–0   | 4–0     | Vòng loại Asian Cup 2011         |
| 11. | 6 tháng 1 năm 2010   | Sân vận động Quốc gia Bahrain, Riffa                  | Hồng Kông         | 1–0   | 4–0     | Vòng loại Asian Cup 2011         |
| 12. | 6 tháng 1 năm 2010   | Sân vận động Quốc gia Bahrain, Riffa                  | Hồng Kông         | 2–0   | 4–0     | Vòng loại Asian Cup 2011         |
| 13. | 6 tháng 1 năm 2010   | Sân vận động Quốc gia Bahrain, Riffa                  | Hồng Kông         | 3–0   | 4–0     | Vòng loại Asian Cup 2011         |
| 14. | 11 tháng 8 năm 2010  | Trung tâm Thể thao Olympic Nam Kinh, Nam Kinh         | Trung Quốc        | 1–1   | 1–1     | Giao hữu                         |
| 15. | 26 tháng 9 năm 2010  | Sân vận động Quốc vương Abdullah II, Amman            | Oman              | 1–0   | 2–0     | Giải vô địch bóng đá Tây Á 2010  |
| 16. | 26 tháng 9 năm 2010  | Sân vận động Quốc vương Abdullah II, Amman            | Oman              | 2–0   | 2–0     | Giải vô địch bóng đá Tây Á 2010  |
| 17. | 8 tháng 10 năm 2010  | Sân vận động Quốc tế Jaber Al-Ahmad, Thành phố Kuwait | Kuwait            | 1–0   | 3–1     | Giao hữu                         |
| 18. | 26 tháng 11 năm 2010 | Sân vận động 22 tháng 5, Aden                         | Iraq              | 2–3   | 2–3     | Cúp bóng đá vịnh Ả Rập 2010      |
| 19. | 28 tháng 12 năm 2010 | Sân vận động Al-Rashid, Dubai                         | Jordan            | 2–1   | 2–1     | Giao hữu                         |
| 20. | 14 tháng 1 năm 2011  | Sân vận động Jassim Bin Hamad, Doha                   | Ấn Độ             | 2–1   | 5–2     | Asian Cup 2011                   |
| 21. | 14 tháng 1 năm 2011  | Sân vận động Jassim Bin Hamad, Doha                   | Ấn Độ             | 3–1   | 5–2     | Asian Cup 2011                   |
| 22. | 14 tháng 1 năm 2011  | Sân vận động Jassim Bin Hamad, Doha                   | Ấn Độ             | 4–1   | 5–2     | Asian Cup 2011                   |
| 23. | 14 tháng 1 năm 2011  | Sân vận động Jassim Bin Hamad, Doha                   | Ấn Độ             | 5–2   | 5–2     | Asian Cup 2011                   |
| 24. | 26 tháng 8 năm 2011  | Sân vận động Quốc gia Bahrain, Manama                 | Sudan             | 1–0   | 1–0     | Giao hữu                         |
| 25. | 6 tháng 9 năm 2011   | Sân vận động Gelora Bung Karno, Jakarta               | Indonesia         | 2–0   | 2–0     | Vòng loại World Cup 2014         |
| 26. | 13 tháng 12 năm 2011 | Sân vận động Jassim Bin Hamad, Doha                   | Iraq              | 2–0   | 3–0     | Đại hội Thể thao Liên Ả Rập 2011 |
| 27. | 13 tháng 12 năm 2011 | Sân vận động Jassim Bin Hamad, Doha                   | Iraq              | 3–0   | 3–0     | Đại hội Thể thao Liên Ả Rập 2011 |
| 28. | 23 tháng 12 năm 2011 | Sân vận động Jassim Bin Hamad, Doha                   | Jordan            | 1–0   | 2–6     | Đại hội Thể thao Liên Ả Rập 2011 |
| 29. | 29 tháng 2 năm 2012  | Sân vận động Quốc gia Bahrain, Riffa                  | Indonesia         | 1–0   | 10–0    | Vòng loại World Cup 2014         |
| 30. | 29 tháng 2 năm 2012  | Sân vận động Quốc gia Bahrain, Riffa                  | Indonesia         | 10–0  | 10–0    | Vòng loại World Cup 2014         |
| 31. | 16 tháng 10 năm 2012 | Sân vận động Za'abeel, Dubai                          | UAE               | 1–0   | 2–6     | Giao hữu                         |
| 32. | 9 tháng 11 năm 2013  | Sân vận động Quốc gia Bahrain, Riffa                  | Liban             | 1–0   | 1–0     | Giao hữu                         |
| 33. | 15 tháng 11 năm 2013 | Sân vận động Quốc gia Bahrain, Riffa                  | Malaysia          | 1–0   | 1–0     | Vòng loại Asian Cup 2015         |
| 34. | 7 tháng 11 năm 2014  | Sân vận động Quốc gia Bahrain, Riffa                  | Singapore         | 1–0   | 2–0     | Giao hữu                         |
| 35. | 30 tháng 12 năm 2014 | Melbourne Cricket Ground, Melbourne                   | Ả Rập Xê Út       | 3–1   | 4–1     | Giao hữu                         |
| 36. | 30 tháng 12 năm 2014 | Melbourne Cricket Ground, Melbourne                   | Ả Rập Xê Út       | 4–1   | 4–1     | Giao hữu                         |
| 37. | 13 tháng 10 năm 2015 | Sân vận động Quốc gia Bahrain, Riffa                  | Philippines       | 1–0   | 2–0     | Vòng loại World Cup 2018         |
| 38. | 29 tháng 3 năm 2016  | Sân vận động Quốc gia Bahrain, Riffa                  | Yemen             | 1–0   | 3-0     | Vòng loại World Cup 2018         |
| 39. | 1 tháng 9 năm 2016   | Sân vận động Quốc gia Bahrain, Riffa                  | Singapore         | 3–1   | 3–1     | Giao hữu                         |
| 40. | 10 tháng 10 năm 2017 | Sân vận động Thành phố Đài Bắc, Đài Bắc               | Đài Bắc Trung Hoa | 1–0   | 1–2     | Vòng loại Asian Cup 2019         |
| 41. | 4 tháng 8 năm 2019   | Sân vận động Franso Hariri, Erbil                     | Jordan            | 1–0   | 1–0     | Giải vô địch bóng đá Tây Á 2019  |
| 42. | 10 tháng 8 năm 2019  | Sân vận động Franso Hariri, Erbil                     | Kuwait            | 1–0   | 1–0     | Giải vô địch bóng đá Tây Á 2019  |
| 43. | 25 tháng 3 năm 2021  | Sân vận động Quốc gia Bahrain, Riffa                  | Syria             | 1–0   | 3–1     | Giao hữu                         |
| 44. | 25 tháng 3 năm 2021  | Sân vận động Quốc gia Bahrain, Riffa                  | Syria             | 2–1   | 3–1     | Giao hữu                         |
| 45. | 3 tháng 6 năm 2021   | Sân vận động Quốc gia Bahrain, Riffa                  | Campuchia         | 7–0   | 8–0     | Vòng loại World Cup 2022         |
| 46. | 3 tháng 6 năm 2021   | Sân vận động Quốc gia Bahrain, Riffa                  | Campuchia         | 8–0   | 8–0     | Vòng loại World Cup 2022         |
| 47. | 15 tháng 6 năm 2021  | Sân vận động Quốc gia Bahrain, Riffa                  | Hồng Kông         | 4–0   | 4–0     | Vòng loại World Cup 2022         |